# Reinhard Kühnl
Reinhard Kühnl (* 25. Mai 1936 in Schönwerth, Tschechoslowakei; † 10. Februar 2014 in Marburg) war ein deutscher Politikwissenschaftler. Bekannt wurde er vor allem durch seine Arbeiten zur Geschichte und Interpretation des Faschismus.

## Leben
Kühnl hatte im Sudetenland, wo er aufwuchs, besonders brutale Formen faschistischer Herrschaft, dann Krieg und Flucht erlebt und war nach 1945 als „Flüchtlingskind“ aufgewachsen. Abitur, Studium und Promotion musste er sich hart erkämpfen. Er studierte Geschichte, Politikwissenschaft, Germanistik und Soziologie in Marburg und Wien. 1965 wurde er im Bereich Politikwissenschaft der Universität Marburg bei Wolfgang Abendroth mit einer Arbeit über die „nationalsozialistische Linke“ promoviert. Kurz nach seiner Habilitation 1971, die kumulativ erfolgte, wurde er im selben Jahr als Professor der Politikwissenschaft an die Universität Marburg berufen.
Das Habilitationsverfahren selbst verlief nicht reibungslos. Der unmittelbar beteiligte Historiker Ernst Nolte übte auch mit der Veröffentlichung von Leserbriefen Kritik an der wissenschaftlichen Qualität der vorgelegten Schriften Kühnls. Kühnl selbst antwortete mit einem Leserbrief. Wolfgang Abendroth verteidigte ihn als Erstgutachter und sorgte für die Fortführung des Verfahrens. Kühnl hatte das Verfahren der Habilitation bereits im Sommer 1969 beantragt und legte mehrere Schriften als Grundlage vor. Neben Nolte legten zunächst zwei weitere Gutachter negative Bewertungen vor, doch Ernst-Otto Czempiel änderte später seine Bewertung. Im Januar 1971 stimmte schließlich erst die Fachbereichsversammlung ab, am nächsten Tag erfolgte eine Abstimmung in der Fakultät, die beide das Verfahren für Kühnl positiv abschlossen.
1972 war Kühnl einer der Initiatoren der Gründung des Bundes demokratischer Wissenschaftler (BdWi). 1973 folgte eine einjährige Gastprofessur in Israel an der Universität Tel Aviv auf Einladung von Walter Grab. In den 1970er und 1980er Jahren war Kühnl einer der bekanntesten Repräsentanten der Marburger Schule in der deutschen Politikwissenschaft. Im Jahr 2001 wurde er emeritiert. Der bedeutendste Teil seiner Arbeiten wurde in bis zu 14 Sprachen übersetzt. In den letzten Jahren seines Lebens litt er an der Alzheimer-Krankheit.
Zu seinen akademischen Schülern gehörten u. a. Dietrich Heither, Karen Schönwälder, Gudrun Hentges, Axel Schildt und Gerd Wiegel.
1984 kandidierte er bei der Europawahl für die Friedensliste.
Zu Ehren von Reinhard Kühnl fand am 10. Juli 2015 auf Einladung des BdWi und weiteren Kooperationspartnern das Symposium „Aktualität der Faschismustheorie – Historische Forschung und aktuelle Entwicklungen der politischen Rechten“ statt. Zu den Referenten zählten Kurt Pätzold, Axel Schildt, Magdalena Marsovszky, Julian Bruns, Kathrin Glösel, Natascha Strobl, Gudrun Hentges und Gerd Wiegel. Dokumentiert wurde das Symposium zu Ehren von Reinhard Kühnl (1936–2014) in einem Reader.

## Forschungsschwerpunkte
Schwerpunkte seiner Forschung lagen vor allem in der Faschismusforschung. Er veröffentlichte Arbeiten sowohl zum deutschen als auch zum internationalen Faschismus – von dessen Entstehung bis in die Gegenwart. Weitere Schwerpunkte bilden Analyse und Kritik von Ideologien, Untersuchungen zur Geschichte und Struktur bürgerlicher Herrschaft einerseits und Menschenrechtsbewegungen andererseits. Kühnls Buch Formen bürgerlicher Herrschaft: Liberalismus – Faschismus erlebte in den 1970er Jahren sehr hohe Auflagen, war aber auch scharfer Kritik ausgesetzt, weil es den Eindruck erweckte, dass der Unterschied zwischen Liberalismus und Faschismus lediglich formaler Natur sei.

## Mitgliedschaften
- seit 1968 Mitglied im Bund demokratischer Wissenschaftler BdWi, bei der Neugründung des Bundes 1972 erhielt er bei der Vorstandswahl die meisten Stimmen. Er war bis 1975 und dann wieder von 1982 bis 2001 Vorstand.
- Mitglied der Stiftung GegenStand
- Mitglied der Gewerkschaft Erziehung und Wissenschaft (GEW)
- bis April 2011 Mitherausgeber der Blätter für deutsche und internationale Politik

## Schriften (Auswahl)
Monographien:
- Die nationalsozialistische Linke 1925–1930. Verlag Anton Hain, Meisenheim am Glan 1966 (Dissertation, Universität Marburg, 1965).
- Das Dritte Reich in der Presse der Bundesrepublik: Kritik eines Geschichtsbildes. Europäische Verlagsanstalt, Frankfurt am Main 1966.
- Die NPD: Struktur, Programm und Ideologie einer neofaschistischen Partei. Voltaire, Berlin 1967; mit Rainer Rilling, Christine Sager: Die NPD: Struktur, Programm und Ideologie einer neofaschistischen Partei. Suhrkamp, Frankfurt am Main 1969.
- Deutschland zwischen Demokratie und Faschismus: Zur Problematik der bürgerlichen Gesellschaft seit 1918. Hanser, München 1969; 4., revidierte Auflage 1972.
- Formen bürgerlicher Herrschaft. Liberalismus, Faschismus. Rowohlt, Reinbek bei Hamburg 1971; 176.–178. Tausend 1990.
- mit Martin Greiffenhagen, Johann Baptist Müller: Totalitarismus: Zur Problematik eines politischen Begriffs. List, München 1972, ISBN 3-471-61556-3.
- Die von F. J. Strauß repräsentierten politischen Kräfte und ihr Verhältnis zum Faschismus. Pahl-Rugenstein, Köln 1972.
- Faschismustheorien: Ein Leitfaden. Rowohlt, Reinbek bei Hamburg 1979; aktualisierte Neuauflage: Distel, Heilbronn 1990.
- Der Faschismus: Ursachen, Herrschaftsstruktur, Aktualität. Eine Einführung. Distel, Heilbronn 1983; 4., überarbeitete Auflage 1998.
- Die Weimarer Republik. Errichtung, Machtstruktur und Zerstörung einer Demokratie. Ein Lehrstück. Rowohlt, Reinbek bei Hamburg 1985; überarbeitete Neuauflage: Distel, Heilbronn 1993.
- Nation – Nationalismus – nationale Frage: Was ist das und was soll das? Pahl-Rugenstein, Köln 1986, ISBN 3-7609-1046-7.
- Gefahr von rechts: Vergangenheit und Gegenwart der extremen Rechten. Distel, Heilbronn 1990, ISBN 3-923208-23-5; 2. Auflage 1991 (Digitalisat (Memento vom 2. Juni 2014 im Internet Archive)); 3. Auflage 1993.
- Deutschland seit der Französischen Revolution: Untersuchungen zum deutschen Sonderweg. Distel, Heilbronn 1996, ISBN 3-929348-10-1.

Herausgeberbände:
- Arno Klönne, Kurt Lenk, Wolf Rosenbaum & Gerhard Stuby: Der bürgerliche Staat der Gegenwart. Formen bürgerlicher Herrschaft II. Hrsg. von Reinhard Kühnl. Rowohlt, Reinbek 1972, ISBN 3-499-11536-0.
- Geschichte und Ideologie. Kritische Analyse bundesdeutscher Geschichtsbücher. Rowohlt Taschenbuch Verlag, Reinbek 1973, ISBN 3-499-11656-1.
- Der deutsche Faschismus in Quellen und Dokumenten. Pahl-Rugenstein, Köln 1975, ISBN 3-7609-0173-5.
- mit Gerd Hardach: Die Zerstörung der Weimarer Republik. Pahl-Rugenstein, Köln 1977, ISBN 3-7609-0289-8.
- mit Karen Schönwälder: Sie reden vom Frieden und rüsten zum Krieg. Friedensdemagogie und Kriegsvorbereitung in Geschichte und Gegenwart. Pahl-Rugenstein, Köln 1986, ISBN 3-7609-1063-7.
- Vergangenheit, die nicht vergeht. Die „Historiker-Debatte“. Dokumentation, Darstellung und Kritik. Beiträge zum Historikerstreit. Pahl-Rugenstein, Köln 1987, ISBN 3-7609-1114-5.
- mit Gudrun Hentges und Guy Kempfert: Antisemitismus. Geschichte – Interessenstruktur – Aktualität. Distel Verlag, Heilbronn 1996, ISBN 3-929348-05-5.